# Vajeňga
Vajeňga (rusky Ва́еньга) je řeka v Archangelské oblasti v Rusku. Je dlouhá 218 km. Plocha povodí měří 3370 km².

## Průběh toku
Protéká lesnatou a místy bažinatou krajinou. Ústí zprava do Severní Dviny.

### Přítoky
Hlavním přítokem je zleva Nondrus.

## Vodní režim
Průměrný roční průtok vody u vesnice Filimonovskaja činí 30,4 m³/s.

## Využití
Významné je plavení dřeva.